# 平魯区
平魯区（へいろ-く）は中華人民共和国山西省朔州市に位置する市轄区。

## 歴史
1481年（成化17年）、明朝により設置された平虜衛を前身とする。清朝が成立すると平魯衛と改称され、1725年（雍正3年）には平魯県に昇格した。
1949年から1952年にかけては察哈爾省の管轄とされた。1958年には一旦廃止となり朔県に編入されたが、1961年に再設置、1988年には市轄区の平魯区と改編され現在に至る。

## 行政区画
- 鎮:井坪鎮、鳳凰城鎮
- 郷:白堂郷、陶村郷、下水頭郷、双碾郷、阻虎郷、高石荘郷、西水界郷、下面高郷、向陽堡郷、楡嶺郷